# مرکز علمی یوکوهاما

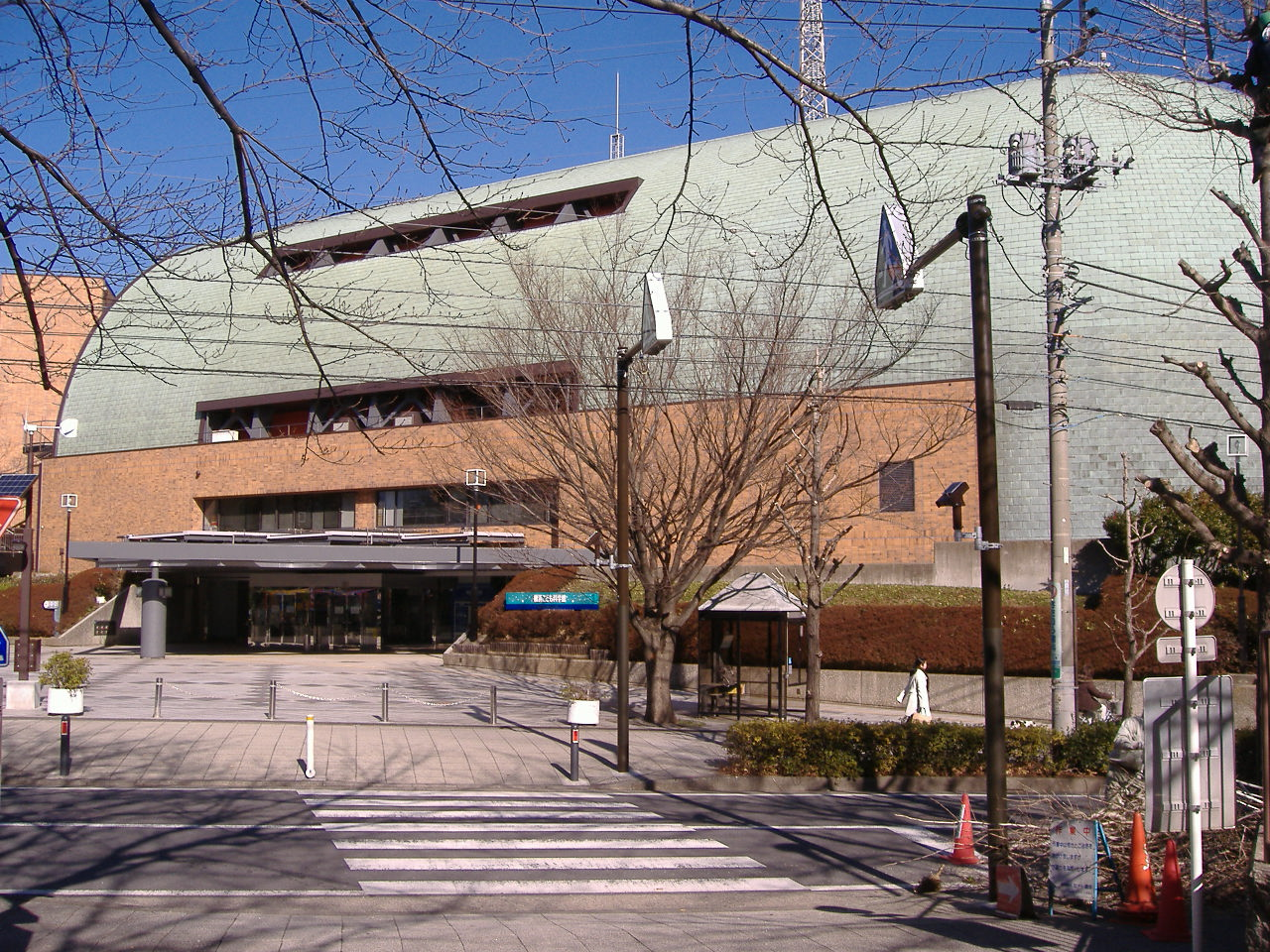
نمای بیرونی مرکز علمی یوکوهاما

مرکز علمی یوکوهاما (به ژاپنی: 横浜こども科学館) یک موزه علمی در یوکوهاما استان کاناگاوا ژاپن است.

این موزه تحت حمایت بانک یوکوهاما است.